# José Antonio Hermida
José Antonio Hermida, född den 24 augusti 1978 i Girona, Spanien, är en spansk tävlingscyklist som tog silver i mountainbike vid olympiska sommarspelen 2004 i Aten. 